# 神經組織
神经组织是动物的四大基本组织之一，由神经细胞和神经胶质细胞组成，是神经系统中最重要的组织成分。神经细胞通过突触相连接形成复杂的神经网络，具有感受内外刺激、传导整合信息的能力。通过神经元之间的联系，可以分析或贮存接受的信息，并传递给各种效应细胞。它们是意识、记忆、思维和行为调节的基础。神经胶质细胞的数量为神经元的10－50倍，对神经元起支持、保护、分隔和营养的作用，也参与神经递质和活性物质的代谢。

## 结构与组成

### 神经元
神经元是一种具有特殊功能的细胞，它能够接收并传导神经冲动。神经元包括胞体、轴突、树突三部分。树突是呈树枝状的细小的有分支的突起，它接收电化学信号，从而使细胞内的电位发生变化。轴突是将动作电位从细胞体传递到下一个神经元的长突起。轴突的球状末端，称为轴突终末，通过突触间隙与下一个神经元的树突相接。当动作电位传递到轴突终末时，神经递质通过突触前膜释放并与突触后膜上的受体结合，使得神经冲动继续传导。
神经元可以按照结构或功能进行分类。

#### 功能分类
- 感觉神经元（传入神经元）：传递感官信息，接受刺激并将信息传导至中枢神经系统。
- 运动神经元（传出神经元）：将中枢神经系统的动作电位传递给适当的效应器（如肌肉、腺体等）。
- 中间神经元：在神经元之间形成连接的细胞，传导过程在大脑或脊髓中的一个局部区域中进行。[5]

#### 结构分类
- 多极神经元：拥有3个或以上突起。它们是构成中枢神经系统的主要神经元，包括中间神经元和运动神经元。

- 双极神经元：神经元有两个突起，即一个树突和一个轴突。
- 假单极神经元：胞体发出一个突起，随后分裂成两个分支，形成轴突和树突。
- 单极刷细胞：有一个树突，末端形成刷状。小脑颗粒层中可见。[5]

### 神经胶质细胞
神经胶质细胞为神经元提供重要的支持功能。它们比神经元小，因其功能不同而在结构上有所不同。
- 小胶质细胞：在中枢神经系统中行使免疫功能的细胞。是最小的神经胶质细胞。[7]
- 星形胶质细胞：位于中枢神经系统中，有许多突起。在大脑中最为丰富的细胞类型，是维持中枢神经系统正常机能所必需的细胞。[8]是最大的神经胶质细胞。[2]
- 少突胶质细胞：突起较少，是中枢神经系统的髓鞘形成细胞，可以加快动作电位沿轴突传导的速度。[5]
- NG2胶质细胞：少突胶质细胞的发育前体。[6]
- 施万细胞：构成周围神经系统中神经纤维的髓鞘。[5]

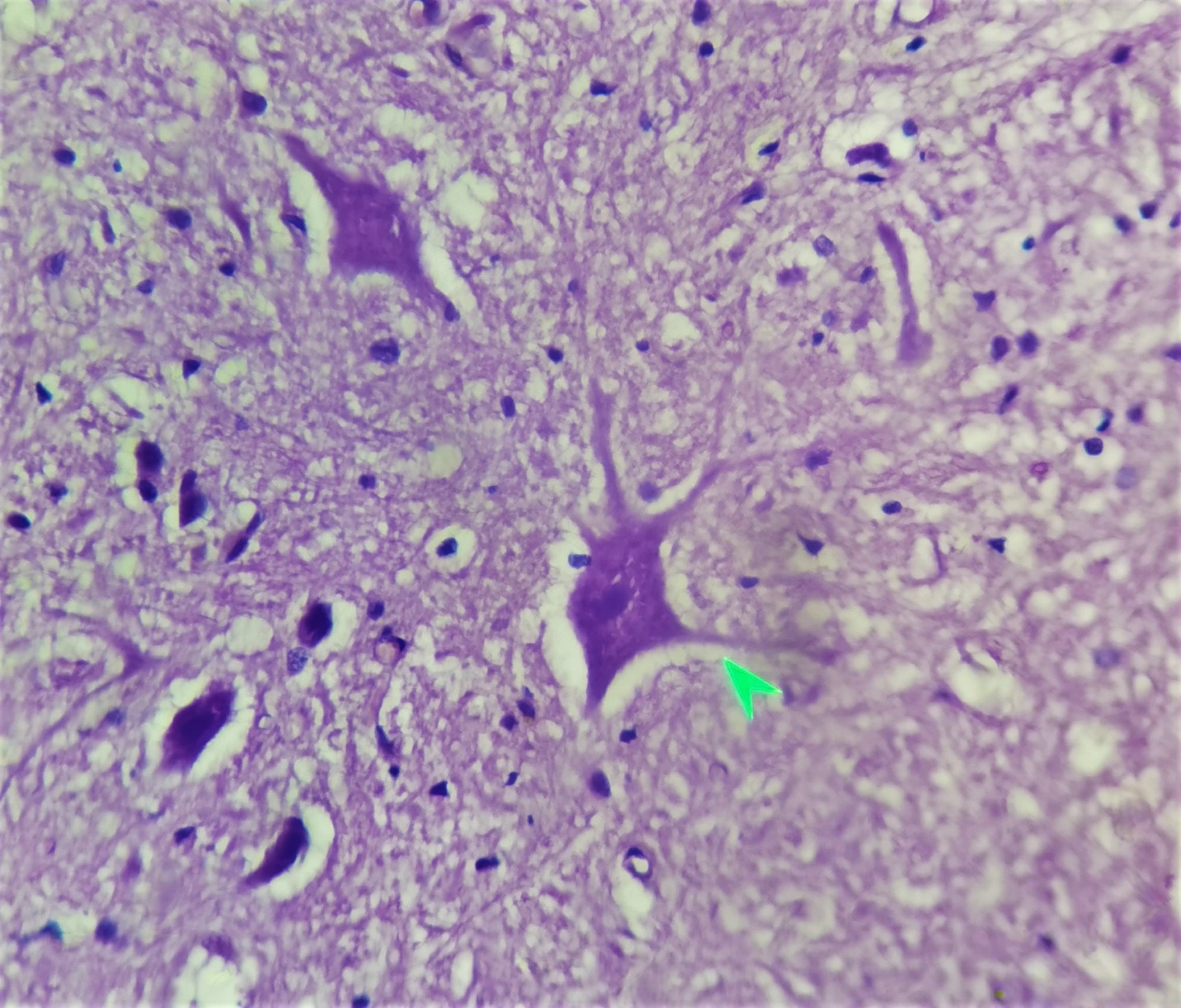
绿色箭头所示为神经元胞体发出的树突

- 卫星细胞：在神经节中包裹神经元胞体。[9]
- 小肠胶质细胞：可见于肠黏膜内。[10]

### 神经组织分类

#### 周围神经系统
- 神经节：由胞体、树突和卫星细胞组成。
- 神经：由有髓和无髓神经纤维组成，周围有施万细胞。[11]

#### 中枢神经系统
- 灰质：由胞体、树突、无髓神经纤维、星形胶质细胞、卫星细胞、小胶质细胞和极少量的有髓神经纤维组成。
- 白质：由有髓神经纤维、星形胶质细胞、少突胶质细胞和小胶质细胞组成。[12]

### 神经纤维
由三层结缔组织包裹。神经外膜为包裹于神经表面的薄层结缔组织。神经纤维束表面有数层扁平的上皮样细胞，形成神经束膜。其在神经纤维的保护和支持方面起着非常重要的作用，同时也有助于防止大分子物质从神经外膜进入神经束。神经纤维束内每条神经纤维表面的薄层结缔组织称为神经内膜。

## 功能

右侧的有髓神经纤维传导信号的速度快于左侧的无髓神经纤维

神经组织的功能是通过在组织间传导电信号，形成神经系统。在中枢神经系统中，包含突触的灰质在信息处理过程中有重要作用。包含有髓神经纤维的白质可以连接并传导中枢神经系统灰质区之间的神经冲动。在周围神经系统中，包含胞体和树突的神经节可作为神经组织冲动的中继。此处的神经组织含有有髓神经纤维，传导动作电位。